# Sacha Guitry, une vie en bande dessinée
Sacha Guitry, une vie en bande dessinée est un album de bande dessinée franco-belge écrit par François Dimberton, dessiné par Alexis Chabert et mis en couleurs par Magali Paillat, publié en 2017 par les éditions Delcourt.

## Résumé
La vie de Sacha Guitry, de sa naissance en Russie à sa mort à Paris où 15 000 personnes défilèrent devant sa dépouille, ses 124 pièces de théâtre et ses cinq mariages.

## Analyse
L'album, publié à l’occasion du soixantième anniversaire de la mort de Sacha Guitry, évoque l’ensemble de la vie de l'artiste, « dans une chronologie linéaire », en insistant davantage sur la vie amoureuse de celui-ci que sur sa vie professionnelle, dépeignant les relations entre Sacha Guitry et les femmes comme difficiles et conflictuelles, à l'origine des répliques cinglantes et misogynes écrites par celui-ci, ainsi que la difficile période de la Libération où il est accusé injustement de sympathie avec l'ennemi et emprisonné durant deux mois avant d'être lavé de tout soupçon,.
Le récit est présenté selon une « facture classique » relatant les grands moments de la vie de Sacha Guitry tout en reprenant « ses réparties, ses saillies et ses commentaires ».
Les critiques saluent « l’écriture (…) brillante, pétillante comme du champagne, servie par le dessin d’Alexis Chabert, à l’esthétisme élégant », notant que « les auteurs ont choisi la clarté, privilégiant de larges cases et une mise en page aérée, de même que le trait de Chabert mise sur la légèreté, à la limite du tremblement », retenant que, « ligne claire, couleurs vives et riches, trait fin, l’illustration est belle et agréable, les plans diversifiés », appréciant que d'« un style poétique qui lèche les rétines, ces représentions ont de quoi marquer les mémoires. D’autant que la mise en scène, via un gros effort sur les plans, est aussi d’une grande qualité » et que « l’harmonie du dessin tient aussi aux couleurs » « délicieusement surannées » « de Magali Paillat, à la fois riches et pertinentes, dans un contexte aux décors limités » qui « apportent une harmonie et une unité de ton tout à fait remarquables »,.
Les critiques ont apprécié, malgré « les limites inhérentes à ce type de projet, et le côté un peu figé qui en ressort par moments » et que « on lit alors avec plaisir la vie du grand homme, mais [que] rien n’inspire particulièrement l’intérêt du lecteur pour cet ouvrage »,« une biographie alerte, dont le style enlevé s’inscrit tout à fait dans l’esprit de Guitry », retenant que, « parsemé de citations savoureuses, cet album ne verse pourtant jamais dans la superficialité. Encore moins dans l’hagiographie » et permettra « à la jeune génération de découvrir de manière simple, précise et didactique la vie et l’oeuvre du grand Guitry ».

## Publication
- Édition originale : 118 pages, Delcourt coll Mirages, 2017 (DL 06/2017)  (ISBN 978-2-7560-9890-6)[8]